# Infula

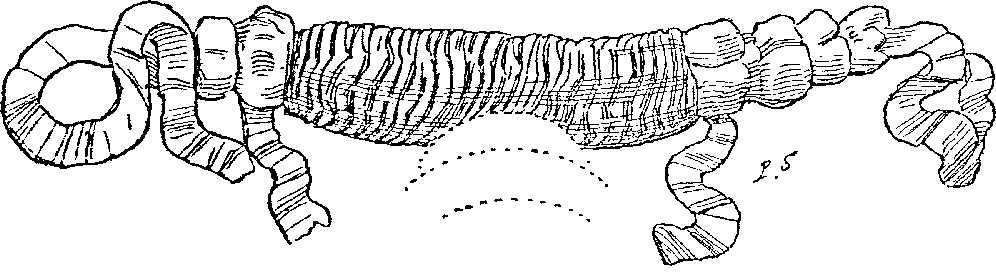
Een infula.

Een infula was een hoofdtooi die in het oude Rome door priesters en priesteressen van de Romeinse godsdienst werd gedragen. Ook offerdieren werden met infulæ bekroond.
De infula was een witte diadeem of tulband met twee afhangende linten. In een ver verleden was de infula de hoofdtooi van mensenoffers en later werd het gedragen wanneer men de goden om bescherming vroeg. Een infula was het symbool van het onaantastbare en aan de goden gewijdde. Om deze reden droegen ook de Vestaalse maagden een hoofdtooi in de vorm van een infula.
De oorsprong van de in de christelijke kerken gedragen mijters moet volgens aartsbisschop Bruno Bernard Heim in de infulæ worden gezocht.
Een aantal kronen zoals de oude Servische koningskroon heeft infulæ aan de achterzijde.